# Szamozyt
Szamozyt lub chamozyt – złożony minerał z gromady krzemianów żelaza i glinu, z grupy chlorytów (żelazowych).
Nazwa minerału pochodzi od szwajcarskiej miejscowości Chamoson, gdzie w 1820 minerał został odkryty i opisany przez Pierre'a Berthiera.

## Charakterystyka

### Właściwości
Występuje wyłącznie w postaci skupień oolitowych. Rzadko spotykany jako składnik skupień zbitych oraz jako pojedynczy minerał. Pojawia się jako produkt hydrotermalny skrystalizowany w szczelinach i druzach pegmatytowych. Współwystępuje najczęściej z syderytem, kaolinitem, kwarcem, magnetytem, pirokseny, plagioklazem, oliwinem, kalcytem. Minerał w utleniającym płomieniu czerwienieje w płomieniu redukującym czernieje, rozpuszczalny w HCl. Minerały podobne: delessyt, turyngit.

### Geneza
Produkt przeobrażeń hydrotermalnych w skałach osadowych pochodzenia morskiego.

### Występowanie
W dużych ilościach występuje wśród skał osadowych pochodzenia morskiego, zwłaszcza wśród osadów jury środkowej (jury brunatnej). Tworzy hydrotermalne złoża rud żelaza.
W Polsce: Miedzianka koło Jeleniej Góry, Częstochowa (składnik rud żelaza).
W świecie: Szwajcaria – Chamoson, Valais; Maderantal, Uri; Czechy – Hermanovice; Kladno; Niemcy –
Schmiedefeld koło Suhl; Scheiz, Turyngia; Anglia – Frodingham, Lincolnshire; Wickwar, Gloucestershire,
Penzance, Cornwall; Irlandia – Knowehead, Co. Antrim; Japonia – kopalnia Arakawa w prefekturze Akita; Shogase,
prefektura Tokushima; USA – Creede, Mineral Co., Colorado; koło Hot Springs, Garland Co., Arkansas; Beacon
Hill mine, Champion, Marquette Co., Michigan; Kanada – Wabana, Newfoundland

### Zastosowanie
- ruda żelaza